# Khổng Trụ
Khổng Trụ (tiếng Trung: 孔伷; bính âm: Kǒng Zhòu; ? – 190?), tên tự là Công Tự (公緒), thường dịch là Khổng Độ, là quan viên, quân phiệt cuối thời Đông Hán trong lịch sử Trung Quốc.

## Tiểu sử
Khổng Trụ quê ở quận Trần Lưu, Duyện Châu, nổi tiếng lý luận suông, thích bàn việc lớn, có thể nói cây khô thành cây sống. Thái thú Trần Lưu Phùng Đại muốn tịch danh sĩ Phù Dung (học trò của Lý Ưng), đến tận nhà thăm hỏi. Phù Dung tiến cử Phạm Nhiễm, Hàn Trác, Khổng Trụ, từ đó tuyệt giao với Đại. Phùng Đại đề bạt Khổng Trụ làm Thượng kế lại.
Năm 189, Đổng Trác khống chế triều đình, nghe theo lời Ngũ Quỳnh, Chu Bí, cho đám người Hàn Phức, Lưu Đại, Khổng Trụ, Trương Tư, Trương Mạc ra làm mục thú các nơi. Khổng Trụ được bổ nhiệm làm Thứ sử Dự Châu. Sau đó, Công tào Quảng Lăng Tang Hồng âm thầm du thuyết Thứ sử Quảng Lăng Trương Siêu, Thái thú Trần Lưu Trương Mạc, Thứ sử Duyện Châu Lưu Đại, Thứ sử Dự Châu Khổng Trụ, Thái thú Đông quận Kiều Mạo hội quân chống Đổng Trác.
Tháng giêng năm 190, Kiều Mạo làm giả di thư của tam công, phát hịch cho các châu, quận, kể tội trạng của Đổng Trác, hiệu triệu chư hầu chống Đổng, lại tôn Thái thú Bột Hải Viên Thiệu làm minh chủ. Khổng Trụ cùng Hậu tướng quân Viên Thuật, Ký Châu mục Hàn Phức, Thứ sử Duyện Châu Lưu Đại, Thái thú Hà Nội Vương Khuông, Thái thú Trần Lưu Trương Mạc, Thái thú Sơn Dương Viên Di, Tế Bắc tướng Bào Tín hưởng ứng.
Bấy giờ, Minh chủ Viên Thiệu đóng quân ở Hà Nội, còn bốn chư hầu Duyện Châu là Kiều Mạo, Trương Mạc, Viên Di, Lưu Đại đóng quân ở Toan Tảo. Trước sức ép của liên quân, Đổng Trác dẫn theo Hán Hiến Đế dời đô Trường An, bỏ lại thành Lạc Dương đổ nát. Khoảng 190–191, mâu thuẫn trong nội bộ minh quân dần dần trở lên gay gắt, liên minh tan rã, bản thân Khổng Trụ cũng chết bệnh trong thời gian này.

## Trong văn hóa
Trong tiểu thuyết Tam quốc diễn nghĩa của La Quán Trung, Khổng Trụ xuất hiện ở hồi 5, là một trong 18 lộ chư hầu hội minh ở Toan Tảo thảo phạt Đổng Trác.